# Acropora papillare
Espèce
Synonymes
- Acropora indiana Wallace 1994

Statut CITES
Acropora papillare est une espèce de coraux appartenant à la famille des Acroporidae.